# País sem costa marítima

Países sem costa marítima (verde) Países sem costa marítima cercado com Países sem costa marítima (roxo). Os únicos países das Américas sem acesso ao mar são Bolívia e Paraguai.

São denominados países sem costa marítima, países interiores ou países encravados aqueles que não têm saída para o mar ou oceano. Note-se que esta definição de mar não inclui os mares que não estão ligados aos oceanos, pelo que o mar Cáspio e o mar de Aral, ao serem lagos endorreicos, permitem que alguns países que neles têm costa sejam considerados países sem costa marítima. Os países banhados pelo mar de Aral e/ou mar Cáspio são: Azerbaijão, Cazaquistão, Uzbequistão e Turquemenistão.

## O caso da Bolívia e a saída para o mar
A Bolívia é um país que já possuiu, no século XIX, saída para o mar, mas a perdeu na Guerra do Pacífico com o Chile. Ao final do conflito, em 1883, o Chile incorporou uma grande parte do território boliviano, incluindo a porção do território da Bolívia que garantia ao país acesso ao mar. Desde então, a Bolívia e o Chile têm relações tensas em torno dessa questão, pois a Bolívia deseja recuperar sua saída ao mar, enquanto o Chile não pretende ceder o território ganho com a Guerra. Em 2018, a Bolívia levou a questão até o Tribunal Internacional de Justiça em Haya, na esperança de que a corte determinasse que o Chile deveria negociar o acesso ao mar com a Bolívia. A corte entretanto recusou fazê-lo, e a Bolívia foi derrotada por 12 votos contra 3 em uma resolução afirmando que o Chile não é obrigado a negociar um acesso soberano ao mar para a Bolívia.
A questão do acesso ao mar é tão importante para a Bolívia que o país celebra todo ano, no dia 23 de março, o Dia do Mar - ocasião na qual é lembrada a necessidade de o país recuperar o acesso a águas oceânicas. A cidade-alvo das demandas bolivianas é Antofagasta, que fez parte da Bolívia até a Guerra do Pacífico e passou a ser internacionalmente reconhecida como parte integrante do Chile apenas com a assinatura do Tratado de Paz e Amizade entre Chile e Bolívia em 1904. Desde a eleição de Evo Morales em 2006, essa questão voltou a ser central na política boliviana, tendo em vista o interesse de Evo no tema.

## Lista de países sem costa marítima
Em 2025, há no mundo 44 países nesta situação geográfica:
- Afeganistão
- Andorra
- Armênia
- Áustria
- Azerbaijão
- Botswana
- Bolívia
- Butão
- Burquina Fasso
- Burundi
- Bielorrússia
- Cazaquistão
- Chade
- Chéquia
- Eslováquia
- Etiópia
- Essuatíni
- Hungria
- Laos
- Lesoto
- Liechtenstein
- Luxemburgo
- Macedônia do Norte
- Moldávia
- Mongólia
- Mali
- Malawi
- Níger
- Nepal
- Paraguai
- Quirguistão
- República Centro-Africana
- Ruanda
- San Marino
- Sérvia
- Sudão do Sul
- Suíça
- Tajiquistão
- Turquemenistão
- Uzbequistão
- Uganda
- Vaticano
- Zâmbia
- Zimbabwe

A estes países, acrescem outros quatro estados com reconhecimento limitado:
- Artsaque
- Kosovo
- Ossétia do Sul
- Transnístria

Entre todos esses países, apenas o Liechtenstein e o Uzbequistão encontram-se rodeados exclusivamente por outros países sem costa marítima.